# Emmanuel Chigozie
Emmanuel Ugochucku Chigozie (sinh ngày 28 tháng 8 năm 1991) là một cầu thủ bóng đá người Nigeria thi đấu ở vị trí hậu vệ cho Gokulam ở I-League.

## Sự nghiệp
Chigozie bắt đầu sự nghiệp với đội bóng Ấn Độ, Aizawl, trước khi chuyển đến Mizoram Police của Mizoram Premier League. Anh trở lại Aizawl trước mùa giải 2015–16.
Chigozie ra mắt cho Aizawl tại I-League ngày 9 tháng 1 năm 2016 trước đương kim vô địch, Mohun Bagan. Anh thi đấu cả trận và Aizawl thất bại 3–1.

## Thống kê I-League
Tính đến 04 tháng 3 năm 2018
| Câu lạc bộ          | Mùa giải            | Giải vô địch        | Giải vô địch | Giải vô địch | Cúp Liên đoàn | Cúp Liên đoàn | Cúp Quốc gia | Cúp Quốc gia | Quốc tế | Quốc tế   | Tổng    | Tổng      |
| Câu lạc bộ          | Mùa giải            | Hạng đấu            | Số trận      | Bàn thắng    | Số trận       | Bàn thắng     | Số trận      | Bàn thắng    | Số trận | Bàn thắng | Số trận | Bàn thắng |
| ------------------- | ------------------- | ------------------- | ------------ | ------------ | ------------- | ------------- | ------------ | ------------ | ------- | --------- | ------- | --------- |
| Aizawl              | 2015–16             | I-League            | 9            | 0            | —             | —             | 0            | 0            | —       | —         | 9       | 0         |
| Aizawl              | Tổng                | Tổng                | 9            | 0            | 0             | 0             | 0            | 0            | 0       | 0         | 9       | 0         |
| Gokulam Kerala FC   | 2017–18             | I-League            | 15           | 1            | —             | —             | 0            | 0            | —       | —         | 15      | 1         |
| Gokulam Kerala FC   | Tổng                | Tổng                | 15           | 1            | 0             | 0             | 0            | 0            | 0       | 0         | 15      | 1         |
| Tổng cộng sự nghiệp | Tổng cộng sự nghiệp | Tổng cộng sự nghiệp | 24           | 1            | 0             | 0             | 0            | 0            | 0       | 0         | 24      | 1         |